# Furunkel

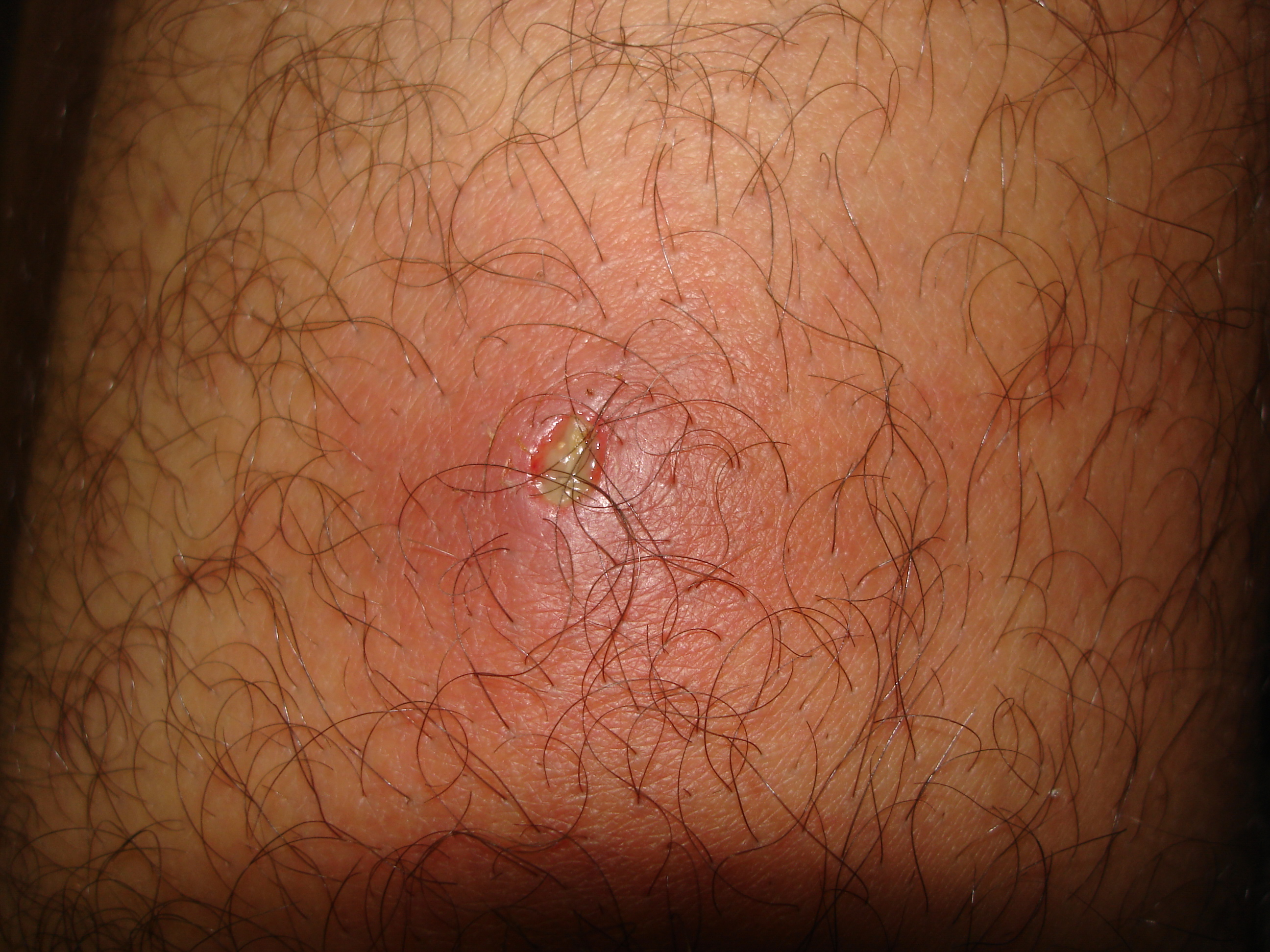
Furunkel

Ein Furunkel (Maskulinum oder Neutrum; Adjektiv furunkulös; von lateinisch furunculus, „kleiner Dieb“ oder auch „kleiner Spitzbube“; deutsch auch Blutgeschwür oder veraltet Blutschwär) ist eine tiefe, schmerzhafte Entzündung des Haarbalgs und des umliegenden Gewebes, die meist durch Staphylokokken (Staphylococcus aureus) oder eine Mischflora unterschiedlicher Krankheitserreger entsteht. Eine Infektion mit multiresistenten Staphylokokken (MRSA) wird beschrieben; hier spricht man von einem Zytotoxin namens Panton-Valentine-Leukocidin (PVL). Sind mehrere benachbarte Haarfollikel oder die Konfluenz mehrerer nebeneinander liegender Furunkel betroffen, spricht man von Karbunkel.
Der Furunkel zählt zu den Staphylodermien und zu den Geschwüren (Ulcera) und damit zu den Hautkrankheiten. Die Entzündung des umliegenden Gewebes bewirkt die Schmerzhaftigkeit des Bereichs. Außerdem kann es zu Fieber, Müdigkeit und Lymphknotenschwellungen sowie selten auch zur lebensbedrohlichen Sepsis (Blutvergiftung), zu einer Osteomyelitis (Knochenmarksentzündung), zu einer Endokarditis (Herzinnenhautentzündung) oder zu einer Pneumonie (Lungenentzündung) kommen.
Durch Gewebsuntergang (Nekrose) und zentrale Einschmelzung (Eiter) entsteht ein „Pfropf“ („kleiner Eiterpfropf, kleines Eitergeschwür“), der die Hautoberfläche durchbrechen und sich somit spontan entleeren kann. Die Abheilung erfolgt unter Narbenbildung. Die Narben entstehen durch die unvollständige Reparation eines ulzerösen Defektes; punktförmige Närbchen bilden sich nach umschriebener Nekrose.

## Synonyme und Etymologie
Synonyme sind Eitergeschwür, Eiterbeule, Furunculus, Furunculus simplex, Furunculus vulgaris, Perifollikulitis abszedens, Perifolliculitis abscedens et suffodiens, Staphylodermia follicularis et perifollicularis profunda, Staphylodermia follicularis profunda und Staphylodermia follicularis profunda necrotisans.
Besondere Formen sind die Furunculosis orientalis (Orientbeule, Hautleishmaniase) sowie die Leishmaniosis furunculosa, die Furunculosis blastomycetica oder Furunculosis cryptococcica (Kryptokokkose), die Furunculosis vulvae, die Furunculosis diabetica, die Furunculosis diabetica laryngis (Kehlkopfgeschwür), der Furunculus anthracoides, der Furunculus atonicus Alibert (Periporitis, Morbus Judassohn), die Staphylodermia follicularis profunda necrotica Judassohn, der Furunculus gangraenescens sive gangraenosus sive malignus (Milzbrandkarbunkel) und der Carbunculus simplex (alte Bezeichnungen: Brandschwär, Anthrax benignus, Kohlenbeule), der Furunculus vespajus (Siebfurunkel) und der tropische Furunkel (Mangobeule).
Früher nannte man einen Furunkel auch Blutschwäre, „Kernabsceß“ oder Abscessus sanguineus, als eitriges Geschwür oberdeutsch auch Eiß oder Eiße, und die Furunkulose (Furunculosis) auch Dothienesie, Fischkrankheit oder Schwärsucht.
Das dem deutschen Wort Furunkel (deutsch seit 1588 bei Tabernaemontanus) zugrundeliegende lateinische Wort furunculus („elender Dieb, Nebenschössling, Frettchen, Furunkel, Geschwür“) ist eine Verkleinerungsform („kleiner Dieb, kleiner Spitzbube“) zu lateinisch fur („Dieb“) bzw. furo („Dieb, Frettchen“, vgl. auch verwandtes „Frettchen“). Bei römischen Winzern wurde mit furunculus ein Nebentrieb am Rebstock bezeichnet, da dieser dem Haupttrieb die Kraft entzieht. Aufgrund der Ähnlichkeit des Blutgeschwürs mit der Knospe (Auge oder Gemma) am Rebstock wurde der Furunkel bereits von Ärzten im Alten Rom ebenfalls als furunculus bezeichnet.
Nicht vom „kleinen Dieb“ (gestohlen werden Körpersäfte) oder Spitzbuben leiteten zu Beginn des 20. Jahrhunderts Walter Guttmann und Julius Mahler das lateinische Wort furunculus noch „entweder von furo [= ich rase; Infinitiv: furere, siehe Furor, Furie und Furore] = rasen oder von furvus = dunkelschwarz“ ab.
Auf Englisch heißt der Furunkel boil wie das deutsche Wort Beule. Es ist nicht zu verwechseln mit lateinisch bulla = Blase. Auf Brabantisch nennt man einen Furunkel steenpuist = Steingeschwür. In Niedersachsen sagte man früher Schweinsbäule oder Viehbäule.

## Lokalisation
Haarbalgentzündungen können an jeder Stelle der behaarten Haut auftreten. Erst wenn sich die Entzündung auf den gesamten Haarbalg und das umliegende Gewebe ausbreitet, spricht man von einem Furunkel. Furunkel treten bevorzugt im Nacken, am Gesäß, an einer Oberschenkelinnenseite, im äußeren Gehörgang (Gehörgangsfurunkel, Otitis externa circumscripta) und an der Oberlippe auf. Schmelzen mehrere Furunkel zusammen, führt dies zu einem sehr schmerzhaften, großflächigen Karbunkel.
Sehr gefährlich sind Furunkelbildungen im Gesichtsbereich, da der Plexus pterygoideus in der tiefen Gesichtsregion zwischen den Kaumuskeln sowohl mit den Venen des Gesichts als auch mit dem Sinus cavernosus im Schädelinneren in Verbindung steht. Ebenso kann die Vena angularis über die Venen der Augenhöhle mit diesem kommunizieren. Die Entzündung kann sich langsam an den Venen entlang bis ins Gehirn ausbreiten und zu lebensbedrohenden Gehirnentzündungen oder Hirnvenenthrombosen führen. Beschrieben wird die Ausbreitung der Thrombophlebitis von der Vena faciei über die Vena angularis und die Vena ophthalmica in den Sinus cavernosus. Außerdem kann es beim Gesichtsfurunkel zur Sepsis kommen.
Furunkel treten spontan und meist ohne erkennbare Ursachen einzeln oder gehäuft auf. Jedoch können auch Hauterkrankungen wie die Impetigo und die Sycosis (Tinea barbae, Synonyme: Bartmykose, Bartflechte, Bart-Trichophytie, Sycosis parasitaria, Sycosis barbae, früher auch „Mentagra“) sowie Metastasen bei eitrigen Erkrankungen anderer Organe und einer dadurch entstehenden Septikämie Ursachen der Furunkelbildung sein. Die Follikulitis des Naseneinganges wird als eigentliche Sykosis bezeichnet, sie ist vom Nasenfurunkel abzugrenzen. Ursprünglich verstand man unter einer Sycosis (altgriechisch ἡ σῦκωσις) jedoch die Bildung eines Sykoms, also den Befall mit Feigwarzen.
Bei schubweisem Auftreten, bei kontinuierlichem Befall oder beim gleichzeitigen Auftreten mehrerer Furunkel an verschiedenen Körperstellen wird von einer Furunkulose gesprochen. Besonders Diabetiker, Alkoholiker und Nierenkranke sind anfällig für Furunkel. Weitere Ursachen sind zu eng anliegende, scheuernde Kleidung oder eine unzureichende Desinfektion nach einer Rasur. Auch eine Adipositas, eine Malnutrition (Fehlernährung), eine Gicht, eine starke Seborrhoe, Immundefekte sowie eine Behandlung mit einem Immunsuppressivum gelten als Dispositionsfaktoren.

## Therapie
Ein Furunkel kann operativ aufgeschnitten werden, um durch die entstehende Druckentlastung dem weiteren Vordringen der Erreger in das umliegende Gewebe entgegenzuwirken. Dabei wird ein feingestieltes lanzettartiges Furunkelmesser zur Stichinzision als Furunkulotom bezeichnet. Beim „unreifen“ Furunkel kann durch Auftragen gefäßerweiternder Salben (sogenannte Zugsalben) in günstigen Fällen eine Heilung eintreten. Ansonsten können die Reifung des Furunkels und damit die Zeit bis zur operativen Behandlung durch eine Rotlichtbehandlung oder eine Kurzwellenbestrahlung verkürzt werden. Interne Antibiotika nach Antibiogramm können dabei helfen, die Gewebszerstörung zu minimieren.

## Differenzialdiagnosen
Differenzialdiagnostisch ist zu denken an andere entzündliche Dermatosen wie zum Beispiel Akne (Finnenausschlag), Rosazea (Kupferfinnenausschlag, Rhinophym, Knollennase), Parulis (Kieferabszess), odontogene Infektion (Parodontalabszess), apikale Parodontitis (Wurzelspitzenentzündung), Sialadenitis (Speicheldrüsenentzündung), Noma (Wangenbrand), Gangrän (Wundbrand), Atherom (Grützbeutel), Panaritium (Nagelgeschwür, Umlauf), Pustel (Pickel), Empyem, Paronychie (Umlauf), Sinus pilonidalis (Steißbeinfistel), Wundinfektionen, Mastitis (Brustdrüsenentzündung), Abszess, Schweißdrüsenabszess (Acne inversa, Hidradenitis suppurativa), Zellulitis (Entzündung), Impetigo contagiosa (Eitergrind), Pyodermie, Hordeolum (Gerstenkorn), Hagelkorn (Chalazion), Phlegmone, Komedo (Mitesser), Favus (Erbgrind), Pyarthros (Gelenkvereiterung), Staphylococcal scalded skin syndrome (Abkürzung SSSS, Dermatitis exfoliativa neonatorum Ritter von Rittershain, Pemphigus acutus neonatorum, Debré-Lamy-Lyell-Syndrom, Lyell-Syndrom; das Syndrom wurde früher als Schälblattern oder Schälblasen bezeichnet), Windeldermatitis (Windelausschlag), Myiasis (Fliegenmadenkrankheit) und an die Bartholinische Zyste (mit Bartholinitis).
Wichtig ist es außerdem, den Furunkel oder Karbunkel von anderen ähnlichen dermatologischen Krankheitsbildern (Erythrasma, Phlegmone, Erysipel, Wundrose, Schweinerotlauf bei Hausschweinen etc.) abzugrenzen, da diese oft durch andere Keime ausgelöst werden, dementsprechend eine andere antibiotische Behandlung erfordern beziehungsweise zur Durchwanderung neigen (Streptokokken).
Weitere Abgrenzungen findet man in der Liste der Krankheiten der Haut und der Unterhaut nach ICD-10.

## Spezielle Formen bei Tieren
- Eosinophile Gesichtsfurunkulose der Hunde
- Furunkulose der Fische